# Lamenia vitrea
Lamenia vitrea är en insektsart som först beskrevs av Frederick Arthur Godfrey Muir 1913.  Lamenia vitrea ingår i släktet Lamenia och familjen Derbidae. Inga underarter finns listade i Catalogue of Life.